# Grupo hacker

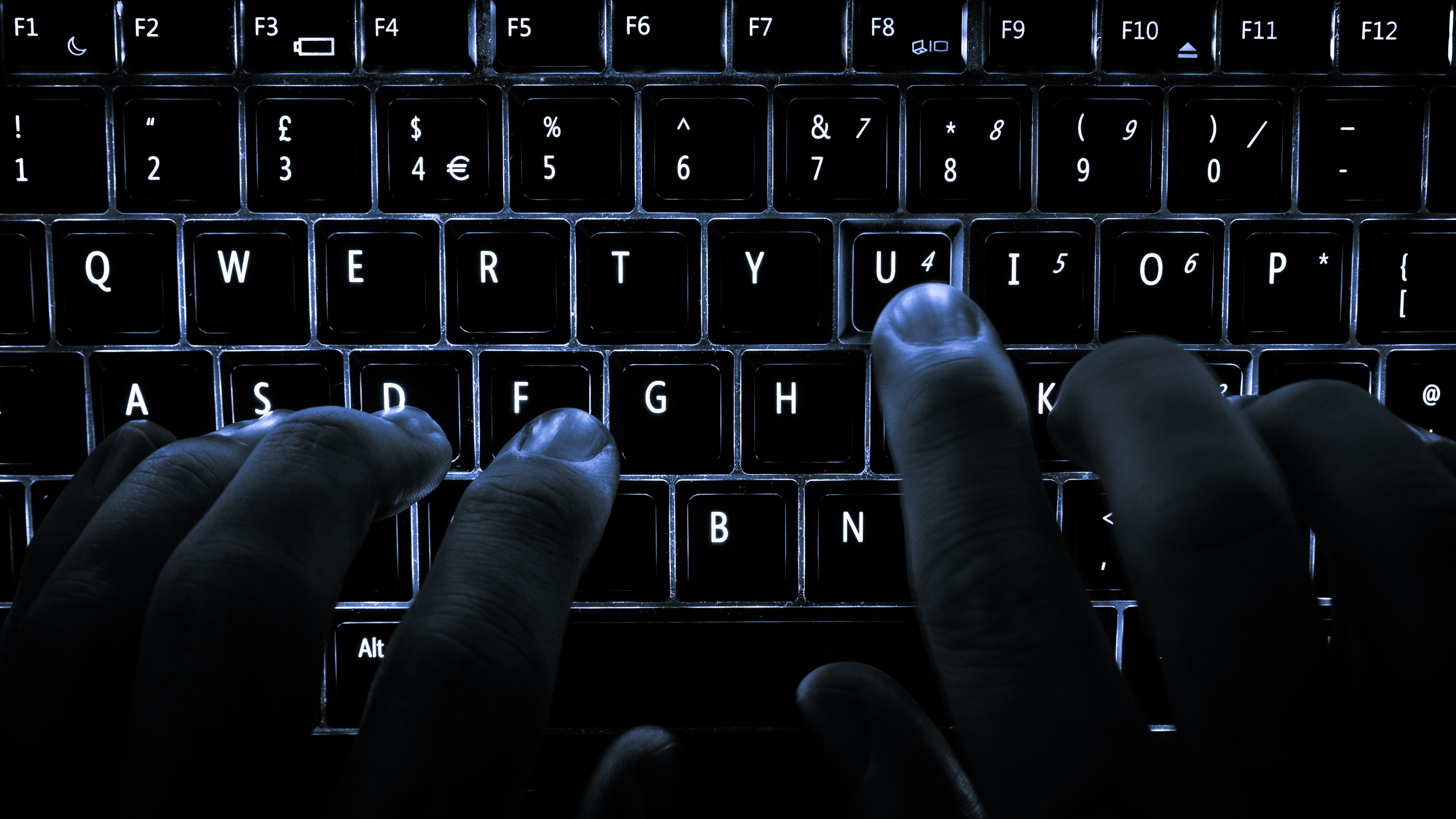
Los grupos hacker surgieron con la llegada de las computadoras domésticas.

Los grupos hacker comenzaron a aparecer a principios de la década de 1980, con el advenimiento de las computadoras domésticas. Antes de eso, el término «hacker» era simplemente una referencia a cualquier aficionado de la computación. Los grupos hackers se propusieron hacerse reconocidos, y fueron incitados muchas veces por su propia prensa. Este fue el apogeo del hacking, en un tiempo anterior a que hubiesen tantas leyes contra el delito informático. Los grupos hacker proveyeron acceso a información y recursos, y un lugar para aprender de otros miembros. Los hackers también podían ganar credibilidad al afiliarse a una elite. Los nombres de los grupos hacker parodian a las grandes corporaciones, los gobiernos, la policía y a criminales; y a menudo usaban ortografía especializada. Hay diversos grupos como Lizard Squad, Lulz Security o Alphabet. Y claramente no son todo desventajas: Hay "hackers" buenos conocidos como Hackers de Sombrero blanco (White Hats) que se dedican a ayudar y mejorar los sistemas de comunicación e información.
En alphabet hay muchos de los mejores Hackers mundiales. Uno todavía no encontrado llamado "ZFR" líder de Alphabet, el cual fue la voz andante de un ataque a varias empresas de seguridad informática, telefonía y productos informáticos. De los cuales pudieron sacar más de 1,700,000 EUR. de cuyas empresas, de los cuales solo se han recuperado 325,637 EUR. Este caso se puso en manos del apartado informático de la guardia civil Española. 
''ZFR'' es un Hacker/Cracker capaz de vulnerar sistemas con cortafuegos, redes proxxys y VPNS muy avanzadas. De este informático se sabe muy poco, reside en Alicante (ALICANTE). Recientemente fue ''Cazado'' intentando acceder a un servidor de las urnas de Barcelona, para Sabotear/Manipular los votos. Este Hacker/cracker sabe programar y descubrir cualquier usuario y contraseña de cualquier sistema, ya sea bancos, PayPal, Gmails... 
En la deep web fue cazado dirigiendo un gran grupo de hackers llamado ''Alphabet''
En Lizard Squad hay todavía dos Hackers sin identificar llamados: Claxx y R4ND1. De estos dos ''Hackers'' solo se sabe que han intentado entrar al pentágono, casa blanca y han intentado descubrir a algunos Hackers de ''alto poder'' adquisitivo en la deep web como: LINZ, ZFR, MRx, TR3Z0N$. solo pudieron ''cazar'' a SHUTNIK. 
LulZ Security fue detenido y descubierto en 2015.